# Catharine Macfarlane
Catharine Macfarlane (1877–1969) fue una obstreta y ginecóloga americana que fundó uno de los primeros centros de exploración para cáncer de útero en Estados Unidos. Fue la primera mujer  miembro del Colegio de Médicos de Filadefia y la primera mujer presidente de la Sociedad Obstetricia de Filadelfia.

## Educación
Catherine Macfarlane ingresó en la Universidad de Filadelfia en 1893 y obtuvo su carrera en Ciencias de la Biología en 1895. En 1898 obtuvo su grado médico en la Facultad de Medicina de Mujeres de Pensilvania. En 1990, al final de su educación médica, Macfarlane hizo prácticas en el Hospital de Mujeres de Filadelfia.

## Carrera médica
Durante sus prácticas en el Hospital de Mujeres de Filadelfia, Macfarlane tuvo la posición de instructora en obstetricias en la Facultad de Medicina de Mujeres de Pensilvania. Empezó una práctica privada en 1900 y continuó hasta 1903, tiempo en el que aceptó una posición como instructora de ginecología en la Facultad de Medicina de Mujeres de Pensilvania. En su último año de práctica privada, se convirtió en la primera practicante en utilizar radiación en el tratamiento del cáncer. Después de aceptar la posición de instructora en ginecología en la Facultad de Medicina de Mujeres de Pensilvania., Macfarlane hizo una carrera en estudios en urología, obstetricia, ginecología, y radiología entre 1903 y 1905. En 1908, fue nombrada como jefa de ginecología en el Hospital de Mujeres de Filadelfia y en 1913 fue admitida en el Colegio de Cirujanos Americanos. En 1922, Macfarlane fue nombrada profesora de ginecología en la Facultad de Medicina de Mujeres de Pensilvania. Ese mismo año, asistió a la primera Conferencia Estatal de Pensilvania sobre Control de Natalidad al lado de Margaret Sanger para defender los derechos de las mujeres al voto y obtener control de natalidad. Dos años más tarde en 1924, Catherine Macfarlane fue nombrada Jefa de Obstetricias y Ginecología en el Hospital General de Filadelfia y aceptó la posición como profesora en investigación de ginecología en la Facultad de Medicina de Mujeres de Pensilvania en la cual estuvo trabajando hasta su muerte. En 1938, Macfarlane fue cofundadora del Proyecto de Investigación sobre el Control del Cáncer en la Facultad de Medicina de Mujeres de Filadelfia. Ese mismo año, recibió una beca del Comité Clínico de Investigación de la Asociación Médica Americana para establecer una investigación sobre el cáncer y prevención clínica además de abrir el primer programa de exploración de cáncer de útero en Estados Unidos. En 1962, casi al final de su carrera, Macfarlane empezó una investigación en autoexámenes de pecho con la División de Filadelfia de la Sociedad de Cáncer Americana.

## Legado y honores
En 1936, Macfarlane fue nombrada jefa de la Asociación Nacional de Mujeres Médicas, que más tarde fue renombrada como la Asociación de Mujeres Médicas Americanas. Un año más tarde, en 1937, obtuvo la posición de Vicepresidente de la Asociación Internacional de Mujeres Médicas la cual estuvo a cargo hasta 1947. Ese mismo año, en 1947, tuvo un cargo de cinco años como presidente del Comité de Cáncer de la Sociedad Médica de Filadelfia. Macfarlane ejerció como presidente de Obstetricias de la Sociedad de Filadelfia de 1943 a 1944.
En 1948 Macfarlane fue la primera mujer premiada con el Premio Strittmatter. En 1949 fue premiada con el Premio Gimbel por servicio humanitario. En 1951, Macfarlane fue premiada conjuntamente con el Premio Lasker en Investigación Clínica de Medicina por sus aplicaciones en medicina preventiva para el control de cáncer. En 1953, Macfarlane obtuvo el premio annual Mary Silberman por su trabajo en la prevención del cáncer.